# Кульби
Кульби́ — село в Україні, у Золочівському районі Львівської області. Населення становить 8 осіб. Орган місцевого самоврядування - Поморянська селищна рада.